# كيلي بومان
كيلي بومان (بالإنجليزية: Kelley Bowman)‏ هي منافسة ألعاب القوى أمريكية، ولدت في 26 مارس 1983 في ريتشموند في الولايات المتحدة.